# Fiori di campo

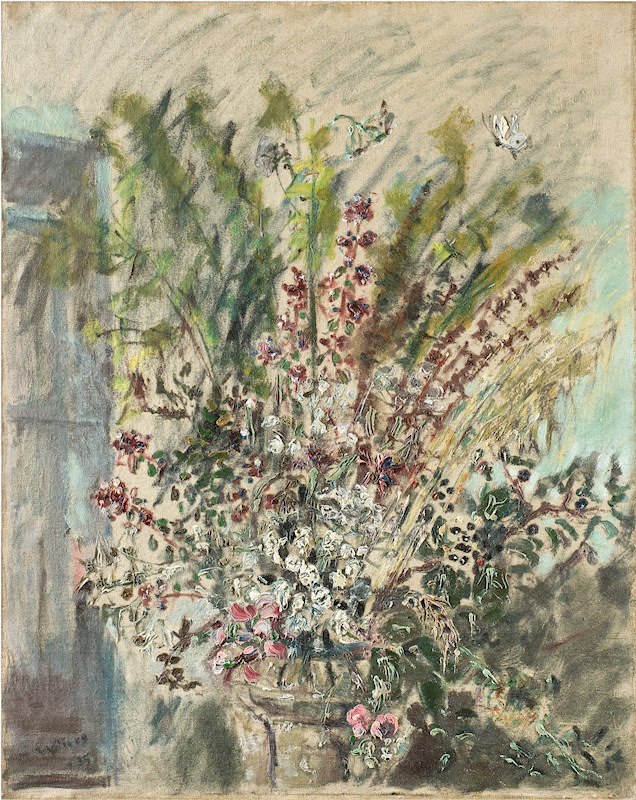
Fiori di campo di Filippo de Pisis

Per fiori di campo (conosciuti anche come fiori selvatici o fiori spontanei) nella cultura comune si intende una categoria di fiori che crescono spontaneamente in natura, senza essere intenzionalmente seminati o piantati. Secondo la stagione e il clima, tra i fiori di campo più diffusi si trovano le margherite (Leucanthemum vulgare), i fiori di Veronica (o gli occhi della Madonna) e le primule (Primula vulgaris, nel sottobosco) già all’inizio della primavera. Più tardi sbocciano i fiori di camomilla (Matricaria chamomilla), di trifoglio (Trifolium) e del tarassaco (Taraxacum officinale). In tarda primavera, sui campi assolati crescono i papaveri (Papaver rhoeas), le campanule (Campanula persicifolia, nelle aiuole parzialmente ombreggiate) e i muscari (Muscari neglectum), lì dove il clima è più fresco. Non esiste una definizione scientifica di fiore di campo, e ad esempio potrebbero essere riconosciute tali anche specie non autoctone immesse involontariamente da coltivazioni apposite.
Nel Regno Unito, l'organizzazione Plantlife International ha istituito il "County Flowers scheme" nel 2002, per il quale membri del pubblico hanno nominato e votato un emblema di fiore selvatico per la loro contea. L'obiettivo era diffondere la consapevolezza del patrimonio delle specie autoctone e della necessità di conservazione, poiché alcune di queste specie sono in pericolo. Ad esempio, Somerset ha adottato il Cheddar rosa (Dianthus gratianopolitanus), Londra il Rosebay Willowherb (Chamerion angustifolium) e Denbighshire in Galles il raro Limestone Woundwort (Stachys alpina).

## Specie
Non esiste una definizione scientifica di fiore di campo. Alcune specie riconosciute tali comunemente.
- Adonis aestivalis
- Anthemis arvensis
- Anagallis[1]
- Agrostemma githago
- Centaurea cyanus
- Coreopsis tinctoria
- Dianthus barbatus
- Digitalis purpurea
- Eschscholzia californica - California Poppy
- Gypsophila elegans
- Glebionis segetum
- Lantana spp.
- Papaver rhoeas
- Silene latifolia
- Viola tricolor
- Dimorphotheca aurantiaca
- Callirhoe involucrata
- Potentilla sterilis
- Petasites hybridus
- Ranunculus ficaria
- Tussilago farfara
- Viola riviniana
- Phlox drummondii

## Nella cultura di massa
I fiori di campo vengono spesso rappresentati nei quadri, soprattutto attraverso la pittura en plein air di Claude Monet (Nel campo di fiori, Campo di papaveri (1873, olio su tela al Musée d’Orsay di Parigi) o l'impressionismo di Vincent van Gogh (Campo di fiori, Campo di Grano con Fiori stampati, Veduta di Arles con iris, olio su tela del 1888 presente al Van Gogh Museum di Amsterdam, Natura morta con fiori e rose del prato, olio su tela del 1886-1887 e Fiori in vaso blu, 1887 presso il Krollermuller Museum, Campo di papaveri, 1890, olio su tela custodito al Gemeentemuseum, Vaso con papaveri ed altri fiori di campo, olio su tela del 1890 del Albright-Knox Art Gallery di Buffalo). Tra il 1905-1907 Gustav Klimt dipinse i fiori di campo nel suo Giardino di campagna con girasoli e Giardino di fiori, ora all'Oesterr. Galerrie in Belvedere.
The Wildflowers è una serie di racconti pubblicati nel 1999 da V.C Andrews (Cleo Virginia Andrews) e Ghosts Among the Wildflowers e una web comic fantasy ad episodi disegnata da Ghost Wintersnow che narra le avventure di un gruppo di ragazzi che si uniscono per cercare un tesoro.